# Nuoto ai campionati mondiali di nuoto 2025 - 200 metri misti femminili
La gara di nuoto dei 200 metri misti femminili dei campionati mondiali di nuoto 2025 è stata disputata il 27 luglio 2025 presso il Singapore Sports Hub di Singapore. Vi hanno preso parte 38 atlete provenienti da 27 nazioni.
La competizione è stata vinta dalla canadese Summer McIntosh mentre l'argento e il bronzo sono andati rispettivamente alla statunitense Alex Walsh e alla canadese Mary-Sophie Harvey.

## Podio
| Posizione | Atleta             | Nazionalità |
| --------- | ------------------ | ----------- |
| Oro       | Summer McIntosh    | Canada      |
| Argento   | Alex Walsh         | Stati Uniti |
| Bronzo    | Mary-Sophie Harvey | Canada      |

## Programma
| Data           | Ora (UTC+3) | Turno    |
| -------------- | ----------- | -------- |
| 27 luglio 2025 | 04:02       | Batterie |
| 27 luglio 2025 | 14:20       | Finale   |

## Record
Prima della competizione il record del mondo e il record dei campionati erano i seguenti:
| Record mondiale       | 2'05"70 | Summer McIntosh Canada  | 9 giugno 2025 Victoria, Canada |
| Record dei campionati | 2'06"12 | Katinka Hosszu Ungheria | 3 agosto 2015 Kazan, Russia    |

### Batterie
I primi 16 si qualificano alle semifinali.
| Posizione | Batteria | Corsia | Atleta                        | Nazionalità        | Tempo   | Note             |
| --------- | -------- | ------ | ----------------------------- | ------------------ | ------- | ---------------- |
| 1         | 4        | 2      | Tara Kinder                   | Australia          | 2'09"45 | Q                |
| 2         | 4        | 4      | Summer McIntosh               | Canada             | 2'09"46 | Q                |
| 3         | 3        | 4      | Alex Walsh                    | Stati Uniti        | 2'09"50 | Q                |
| 4         | 3        | 5      | Mary-Sophie Harvey            | Canada             | 2'09"95 | Q                |
| 5         | 2        | 4      | Yu Yiting                     | Cina               | 2'10"33 | Q                |
| 6         | 4        | 3      | Ella Ramsay                   | Australia          | 2'10"53 | Q                |
| 7         | 2        | 3      | Mio Narita                    | Giappone           | 2'10"87 | Q                |
| 8         | 3        | 6      | Shiho Matsumoto               | Giappone           | 2'10"94 | Q                |
| 9         | 2        | 5      | Abbie Wood                    | Gran Bretagna      | 2'11"15 | Q                |
| 10        | 2        | 7      | Ellen Walshe                  | Irlanda            | 2'11"45 | Q                |
| 11        | 4        | 5      | Anastasia Gorbenko            | Israele            | 2'11"53 | Q                |
| 12        | 3        | 3      | Phoebe Bacon                  | Stati Uniti        | 2'11"55 | Q                |
| 13        | 2        | 6      | Rebecca Meder                 | Sudafrica          | 2'11"68 | Q                |
| 14        | 4        | 1      | Lea Polonsky                  | Israele            | 2'11"85 | Q                |
| 15        | 2        | 2      | Yu Zidi                       | Cina               | 2'11"90 | Q                |
| 16        | 3        | 2      | Emma Carrasco                 | Spagna             | 2'12"29 | ?                |
| 16        | 4        | 8      | Tamara Potocká                | Slovacchia         | 2'12"29 | ?                |
| 18        | 4        | 6      | Katie Shanahan                | Gran Bretagna      | 2'12"42 |                  |
| 19        | 2        | 1      | Aimee Canny                   | Sudafrica          | 2'12"70 |                  |
| 20        | 4        | 0      | Clara Rybak-Andersen          | Danimarca          | 2'12"74 |                  |
| 21        | 4        | 7      | Sara Franceschi               | Italia             | 2'12"91 |                  |
| 22        | 3        | 7      | Anita Gastaldi                | Italia             | 2'13"07 |                  |
| 23        | 3        | 1      | Laura Cabanes Garzas          | Spagna             | 2'13"80 |                  |
| 24        | 4        | 9      | Nikoletta Pavlopoulou         | Grecia             | 2'13"85 | Record nazionale |
| 25        | 3        | 8      | Ellie Mc Cartney              | Irlanda            | 2'13"86 |                  |
| 26        | 2        | 8      | Kristen Elena Romano          | Porto Rico         | 2'15"09 |                  |
| 27        | 3        | 9      | En Yi Letitia Sim             | Singapore          | 2'15"45 |                  |
| 28        | 3        | 0      | Diana Petkova                 | Bulgaria           | 2'16"03 |                  |
| 29        | 2        | 0      | Songeun Lee                   | Corea del Sud      | 2'16"87 |                  |
| 30        | 1        | 5      | Thi My Tien Vo                | Vietnam            | 2'16"96 |                  |
| 31        | 1        | 4      | Kamonchanok Kwanmuang         | Thailandia         | 2'19"11 |                  |
| 32        | 1        | 6      | Stephanie Iannaccone          | Guatemala          | 2'19"92 |                  |
| 33        | 2        | 9      | Nicole Frank                  | Uruguay            | 2'20"25 |                  |
| 34        | 1        | 3      | Lai Wa Ng                     | Hong Kong          | 2'22"55 |                  |
| 35        | 1        | 2      | Yasmin Eliana Silva Contreras | Perù               | 2'26"57 |                  |
| 36        | 1        | 7      | Melodi Saleshando             | Botswana           | 2'41"13 |                  |
| 37        | 1        | 8      | Meral Ayn Latheef             | Maldive            | 2'44"34 |                  |
| 38        | 1        | 1      | Joanna Chen                   | Papua Nuova Guinea | 2'48"66 |                  |

### Spareggio
| Posizione | Batteria | Corsia | Atleta         | Nazionalità | Tempo   | Note |
| --------- | -------- | ------ | -------------- | ----------- | ------- | ---- |
| 1         | 1        | 4      | Emma Carrasco  | Spagna      | 2'12"21 | Q    |
| 2         | 1        | 5      | Tamara Potocká | Slovacchia  | 2'12"99 |      |

### Semifinali
| Posizione | Batteria | Corsia | Atleta             | Nazionalità | Tempo   | Note |
| --------- | -------- | ------ | ------------------ | ----------- | ------- | ---- |
| 1         | 1        | 4      | Summer McIntosh    | Canada      | 2'07"39 | Q    |
| 2         | 2        | 5      | Alex Walsh         | Stati Uniti | 2'08"49 | Q    |
| 3         | 2        | 6      | Mio Narita         | Giappone    | 2'09"16 | Q    |
| 4         | 2        | 7      | Anastasia Gorbenko | Israele     | 2'09"68 | Q    |
| 5         | 2        | 2      | Abbie Wood         | Regno Unito | 2'10"12 | Q    |
| 6         | 1        | 5      | Mary-Sophie Harvey | Canada      | 2'10"19 | Q    |
| 7         | 2        | 8      | Yu Zidi            | Cina        | 2'10"22 | Q    |
| 8         | 1        | 2      | Ellen Walshe       | Irlanda     | 2'10"49 | Q    |
| 9         | 2        | 3      | Yu Yiting          | Cina        | 2'10"63 |      |
| 10        | 2        | 1      | Rebecca Meder      | Sudafrica   | 2'11"05 |      |
| 11        | 1        | 3      | Ella Ramsay        | Australia   | 2'11"22 |      |
| 12        | 2        | 4      | Tara Kinder        | Australia   | 2'11"24 |      |
| 13        | 1        | 7      | Phoebe Bacon       | Stati Uniti | 2'11"53 |      |
| 14        | 1        | 6      | Shiho Matsumoto    | Giappone    | 2'11"69 |      |
| 15        | 1        | 1      | Lea Polonsky       | Israele     | 2'12"29 |      |
| 16        | 1        | 8      | Emma Carrasco      | Spagna      | 2'12"49 |      |

### Finale
| Pos.    | Corsia | Atleta             | Nazionalità   | Tempo   | Note |
| ------- | ------ | ------------------ | ------------- | ------- | ---- |
| Oro     | 4      | Summer McIntosh    | Canada        | 2'06"69 |      |
| Argento | 5      | Alex Walsh         | Stati Uniti   | 2'08"58 |      |
| Bronzo  | 7      | Mary-Sophie Harvey | Canada        | 2'09"15 |      |
| 4       | 1      | Yu Zidi            | Cina          | 2'09"21 |      |
| 5       | 3      | Mio Narita         | Giappone      | 2'09"56 |      |
| 6       | 2      | Abbie Wood         | Gran Bretagna | 2'09"92 |      |
| 7       | 6      | Anastasia Gorbenko | Israele       | 2'10"26 |      |
| 8       | 8      | Ellen Walshe       | Irlanda       | 2'11"57 |      |